# Hyainailurus
Genre
Hyainailurus, parfois orthographié Hyainailouros ou Hyaenaelurus, est un genre éteint mammifères carnivores de l'ordre des Creodonta, du clade des Hyaenodonta, de la famille des Hyainailouridae et de la sous-famille des Hyainailourinae,,.
Hyainailurus est connu dans l'Oligocène et le Miocène d'Afrique, d'Europe et du Pakistan.

## Systématique
Le genre Hyainailurus a été créé en 1907 par le paléontologue suisse Hans Georg Stehlin (1870-1941) avec pour espèce type Hyainailurus sulzeri.

## Description
Il mesurait 90 cm de hauteur, ses pattes étaient courtes. Sa dentition était faite pour arracher la chair et écraser les os. C'était plutôt un charognard.

## Liste d'espèces
Selon Paleobiology Database (21 août 2021) :
- † Hyainailurus sulzeri Biedermann, 1863 - espèce type
- † Hyainailurus napakensis Ginsburg, 1980
- † Hyainailurus bugtiensis Pilgrim, 1910
- † Hyainailouros fourtaui von Koenigswald, 1947
- † Hyainailouros nyanzae Savage, 1965